# Litva na Eurovision Song Contest
Litva se zúčastnila 25 ročníků soutěže Eurovision Song Contest, poprvé v roce 1994, kdy Ovidijus Vyšniauskas nezískal ani bod a skončil poslední. Litva poté soutěž opustila a vrátila se až v roce 1999. Nejlepším výsledkem země je šesté místo, které v roce 2006 získala skupina LT United s písní „We Are the Winners“. Mezi deset nejlepších se probojovali ještě Donny Montell (v roce 2006 s písní „I've Been Waiting for This Night“ skončil devátý) a skupina The Roop, která se v roce 2021 s písní „Discoteque“ umístila na osmém místě.
Litva je poslední z pobaltských zemí, která ještě Eurovizi nevyhrála, od zavedení semifinálových kol v roce 2004 se ale do finále probojovala častěji (14krát), Estonsko 11krát a Lotyšsko pouze 8krát.

## Výsledky
| Rok                           | Interpret                       | Píseň                              | Jazyk                  | Finále        | Finále        | Semifinále                | Semifinále                |
| Rok                           | Interpret                       | Píseň                              | Jazyk                  | Pořadí        | Body          | Pořadí                    | Body                      |
| ----------------------------- | ------------------------------- | ---------------------------------- | ---------------------- | ------------- | ------------- | ------------------------- | ------------------------- |
| 1994                          | Ovidijus Vyšniauskas            | „Lopšinė mylimai“                  | litevština             | 25.           | 0             | nekonalo se               | nekonalo se               |
| bez účasti v letech 1995–1998 |                                 |                                    |                        |               |               | nekonalo se               | nekonalo se               |
| 1999                          | Aistė                           | „Strazdas“                         | litevština             | 20.           | 13            | nekonalo se               | nekonalo se               |
| bez účasti v roce 2000        |                                 |                                    |                        |               |               | nekonalo se               | nekonalo se               |
| 2001                          | Skamp                           | „You Got Style“                    | angličtina, litevština | 13.           | 35            | nekonalo se               | nekonalo se               |
| 2002                          | Aivaras                         | „Happy You“                        | angličtina             | 23.           | 12            | nekonalo se               | nekonalo se               |
| bez účasti v roce 2003        |                                 |                                    |                        |               |               | nekonalo se               | nekonalo se               |
| 2004                          | Linas and Simona                | „What's Happened to Your Love“     | angličtina             | nepostup      | nepostup      | 16.                       | 26                        |
| 2005                          | Laura and the Lovers            | „Little by Little“                 | angličtina             | nepostup      | nepostup      | 25.                       | 17                        |
| 2006                          | LT United                       | „We Are the Winners“               | angličtina             | 6.            | 162           | 5.                        | 163                       |
| 2007                          | 4Fun                            | „Love or Leave“                    | angličtina             | 21.           | 28            | TOP 10 z předchozího roku | TOP 10 z předchozího roku |
| 2008                          | Jeronimas Milius                | „Nomads in the Night“              | angličtina             | nepostup      | nepostup      | 16.                       | 30                        |
| 2009                          | Sasha Son                       | „Love“                             | angličtina,            | 23.           | 23            | 9.                        | 66                        |
| 2010                          | InCulto                         | „Eastern European Funk“            | angličtina             | nepostup      | nepostup      | 12.                       | 44                        |
| 2011                          | Evelina Sašenko                 | „C'est ma vie“                     | angličtina             | 19.           | 63            | 5.                        | 81                        |
| 2012                          | Donny Montell                   | „Love Is Blind“                    | angličtina             | 14.           | 70            | 3.                        | 104                       |
| 2013                          | Andrius Pojavis                 | „Something“                        | angličtina             | 22.           | 17            | 9.                        | 53                        |
| 2014                          | Vilija                          | „Attention“                        | angličtina             | nepostup      | nepostup      | 11.                       | 36                        |
| 2015                          | Monika Linkytė a Vaidas Baumila | „This Time“                        | angličtina             | 18.           | 30            | 7.                        | 67                        |
| 2016                          | Donny Montell                   | „I've Been Waiting for This Night“ | angličtina             | 9.            | 200           | 4.                        | 222                       |
| 2017                          | Fusedmarc                       | „Rain of Revolution“               | angličtina             | nepostup      | nepostup      | 17.                       | 42                        |
| 2018                          | Ieva Zasimauskaitė              | „When We're Old“                   | angličtina             | 12.           | 181           | 9.                        | 119                       |
| 2019                          | Jurij Veklenko                  | „Run with the Lions“               | angličtina             | nepostup      | nepostup      | 11.                       | 93                        |
| 2020                          | The Roop                        | „On Fire“                          | angličtina             | ročník zrušen | ročník zrušen | ročník zrušen             | ročník zrušen             |
| 2021                          | The Roop                        | „Discoteque“                       | angličtina             | 8.            | 220           | 4.                        | 203                       |
| 2022                          | Monika Liu                      | „Sentimentai“                      | litevština             | 14.           | 128           | 7.                        | 159                       |
| 2023                          | Monika Linkytė                  | „Stay“                             | angličtina             | 11.           | 127           | 4.                        | 110                       |
| 2024                          | Silvester Belt                  | „Luktelk“                          | litevština             | 14.           | 90            | 4.                        | 119                       |
| 2025                          | Katarsis                        | „Tavo akys“                        | litevština             | 16.           | 96            | 6.                        | 103                       |

| Legenda | Legenda                              |
| ------- | ------------------------------------ |
| 3       | 3. místo                             |
| ◁       | poslední místo                       |
| X       | interpret vybrán, ale nezúčastnil se |

## Galerie

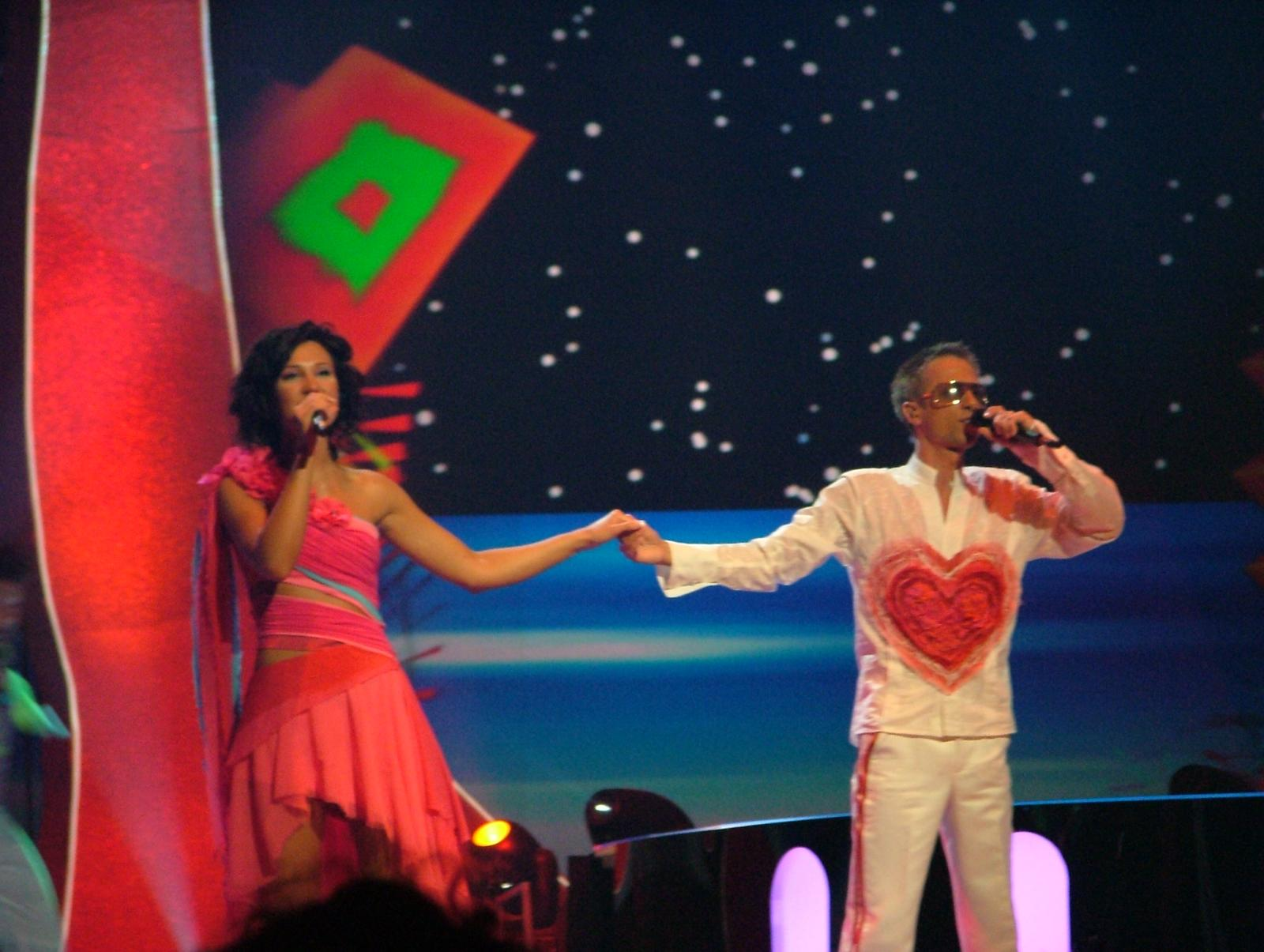
Linas and Simona v Istanbulu (2004)
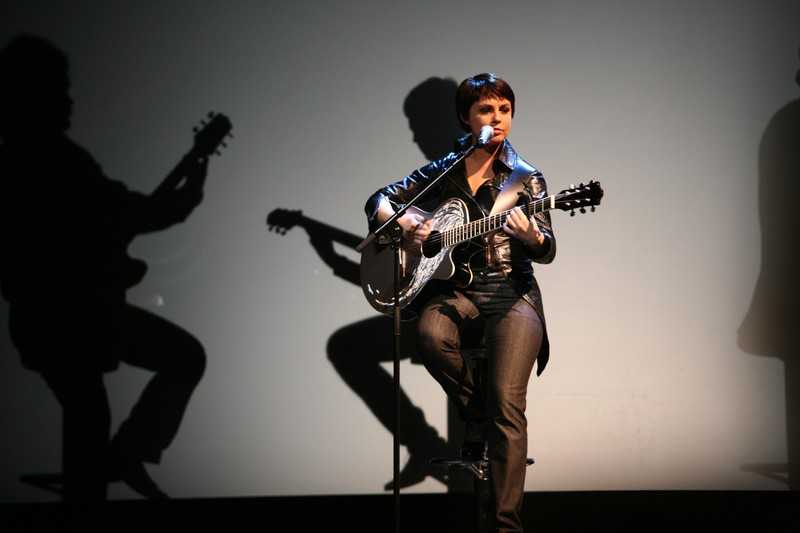
4Fun v Helsinkách (2007)
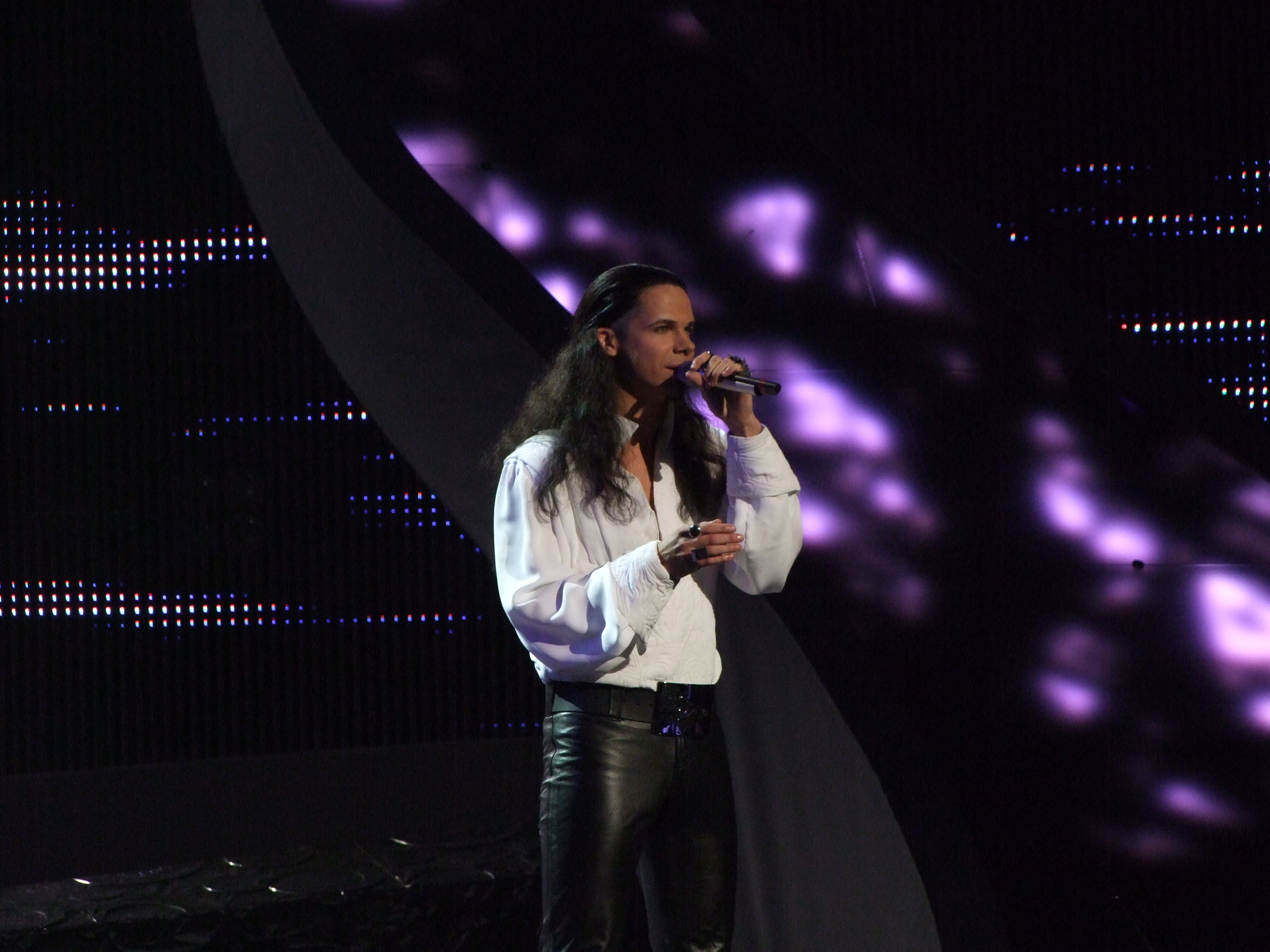
Jeronimas Milius v Bělehradu (2008)
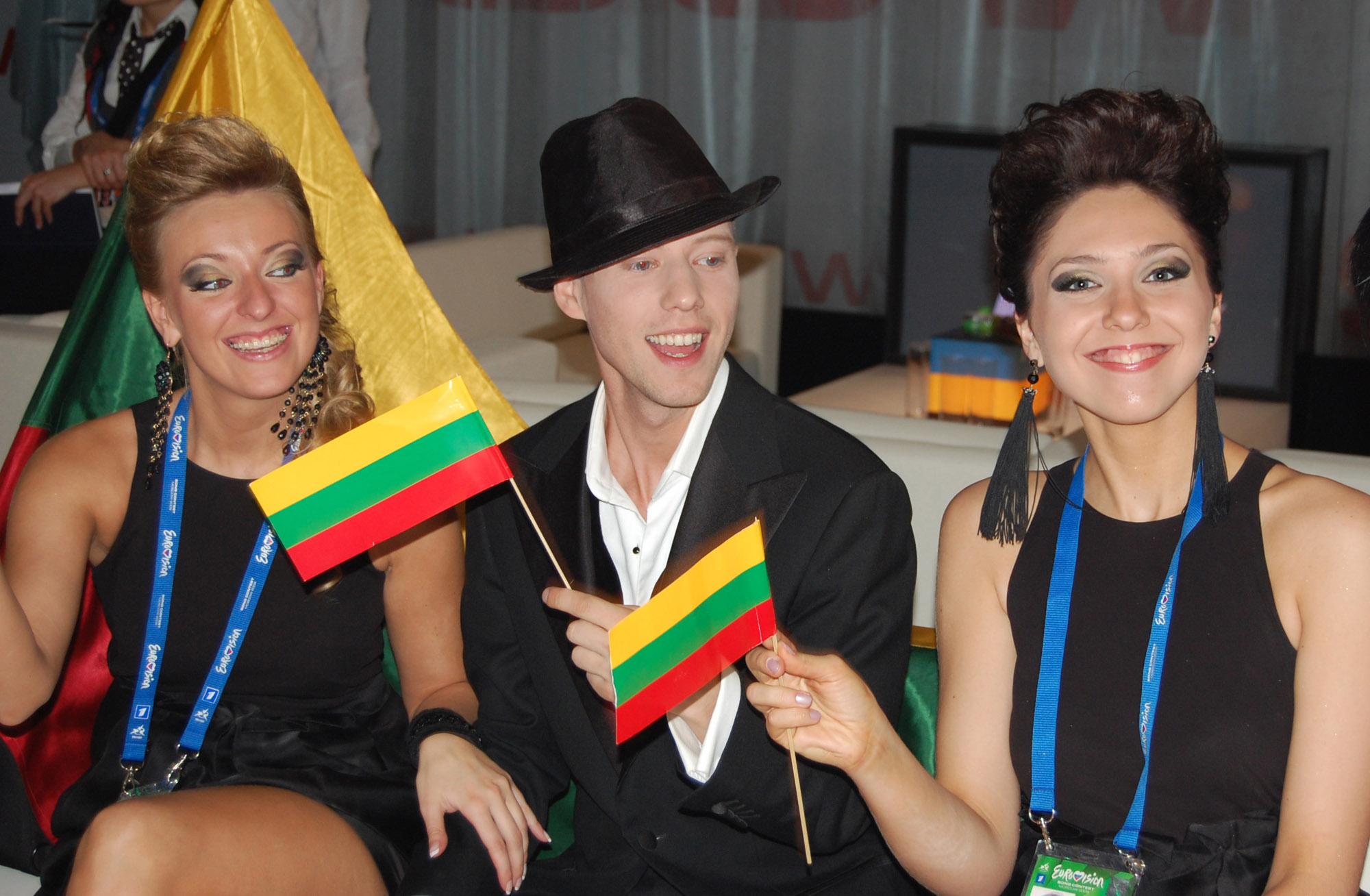
Sasha Son v Moskvě (2009)
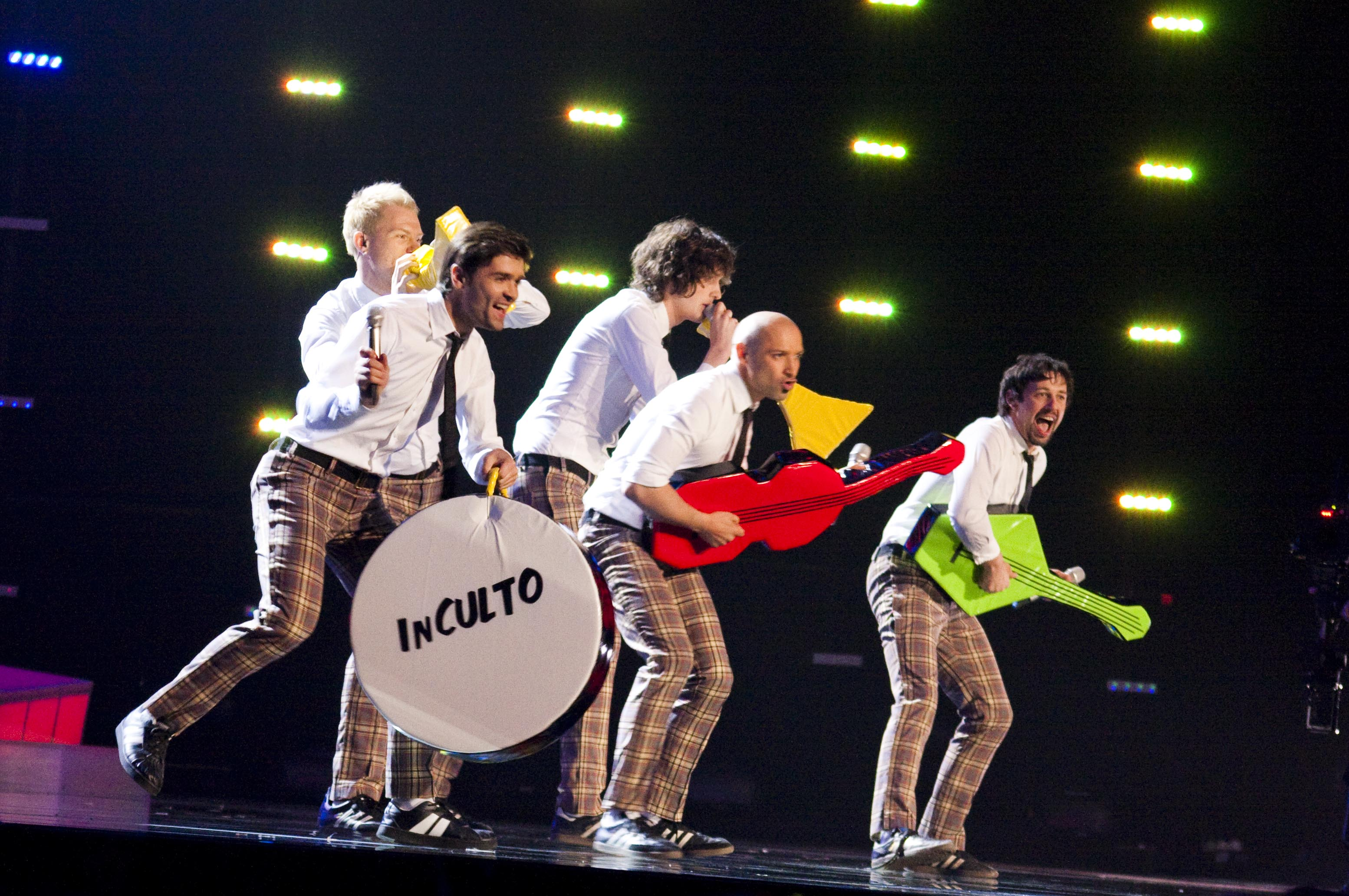
InCulto v Oslu (2010)
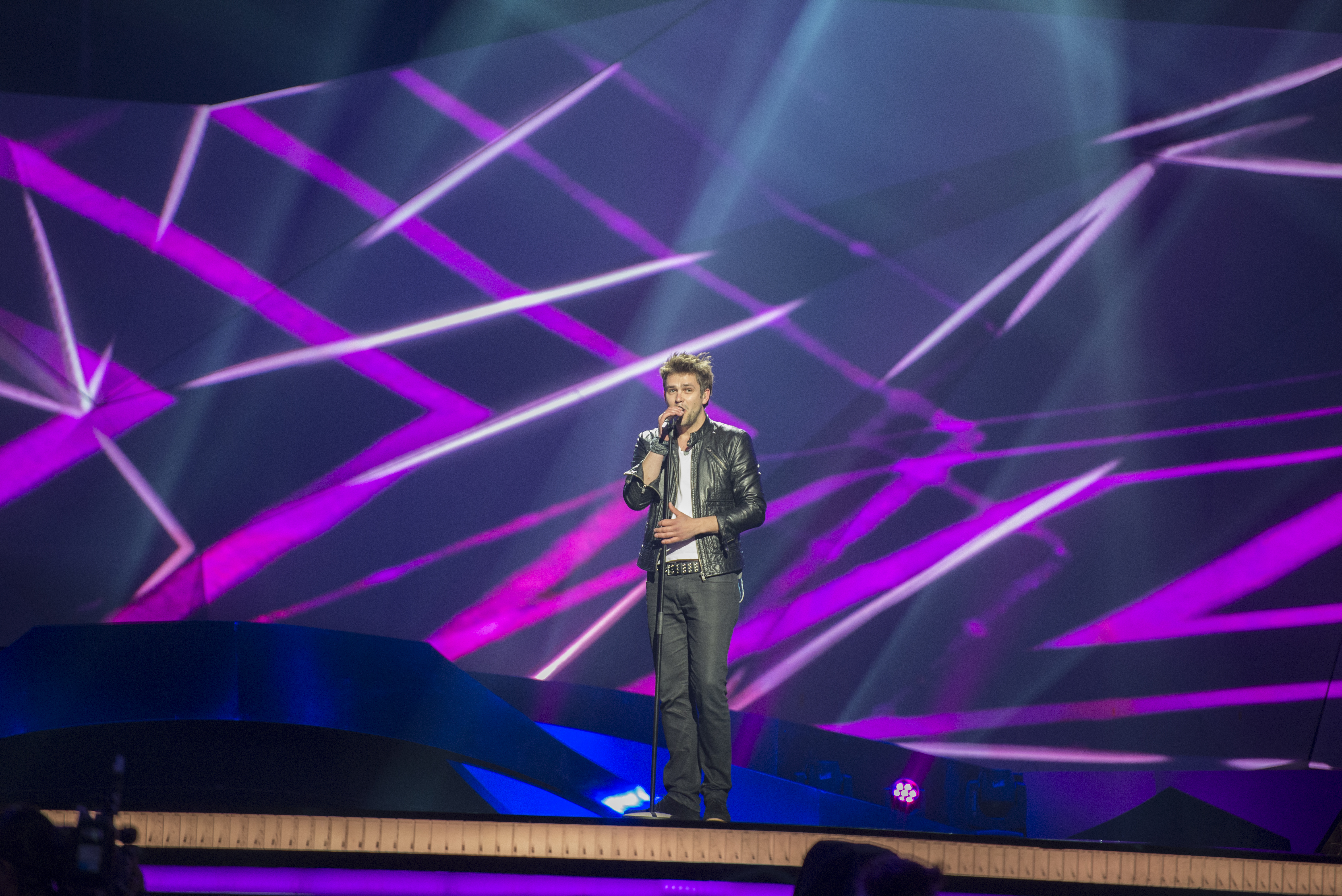
Andrius Pojavis v Malmö (2013)
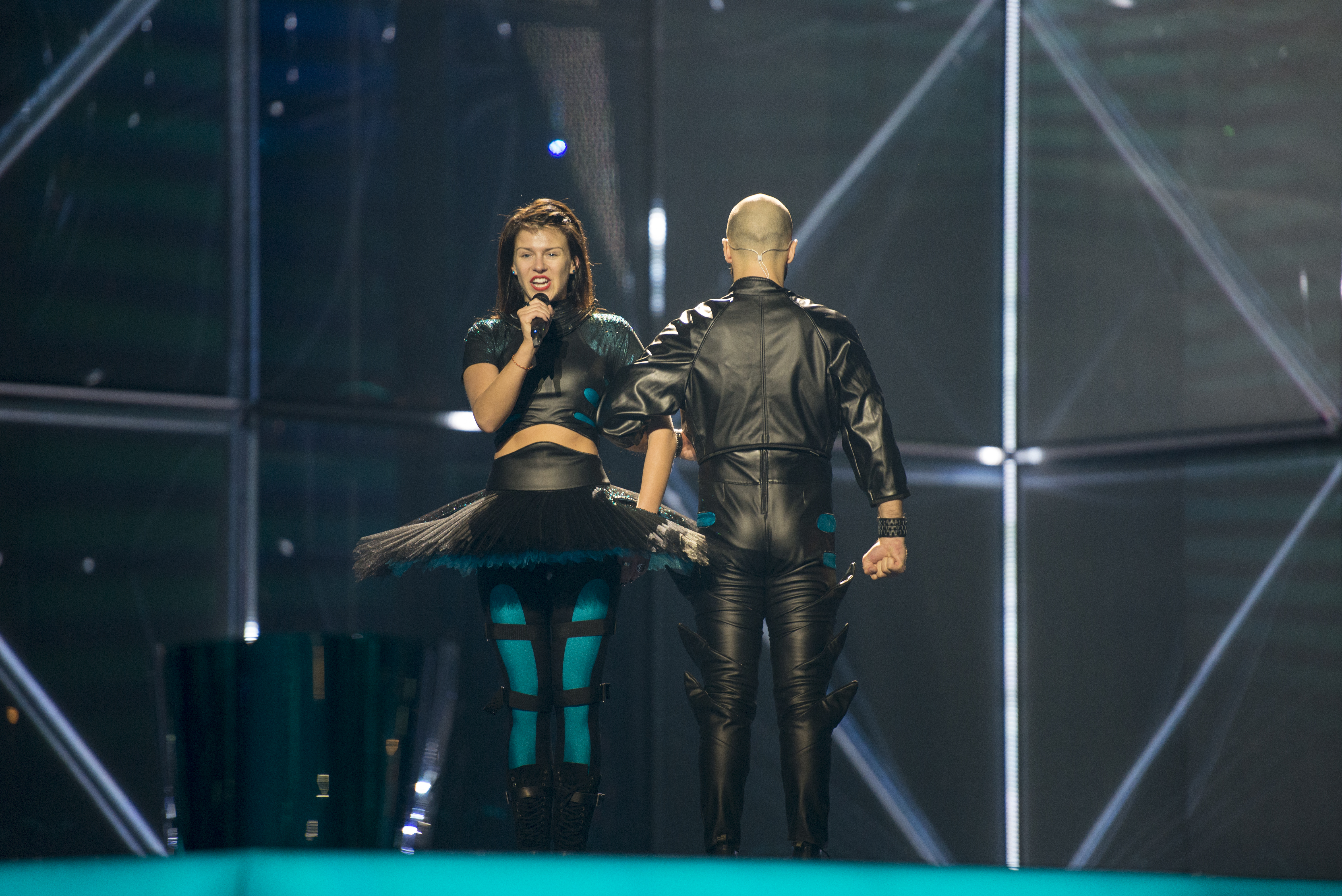
Vilija v Kodani (2014)
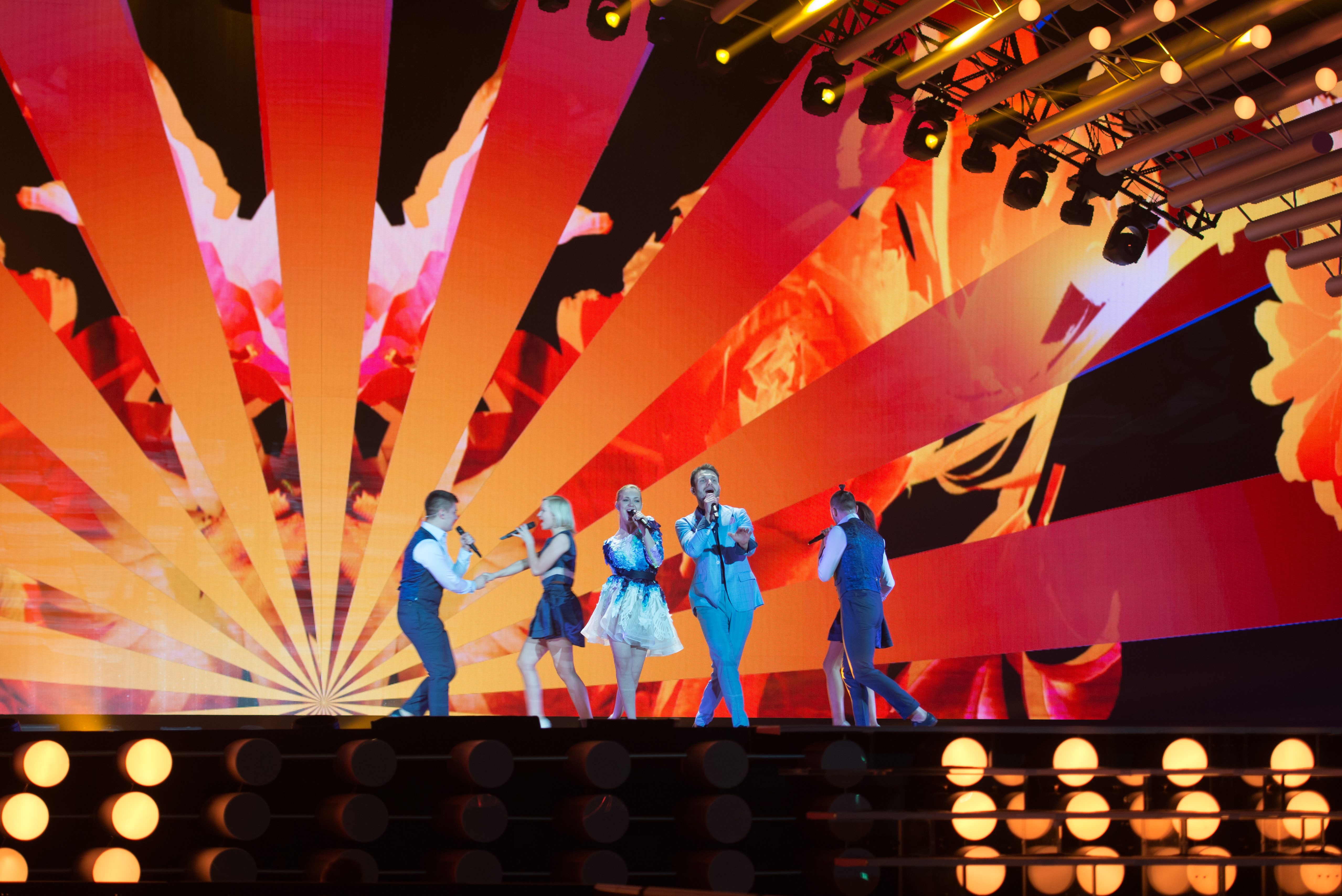
Monika Linkytė a Vaidas Baumila ve Vídni (2015)
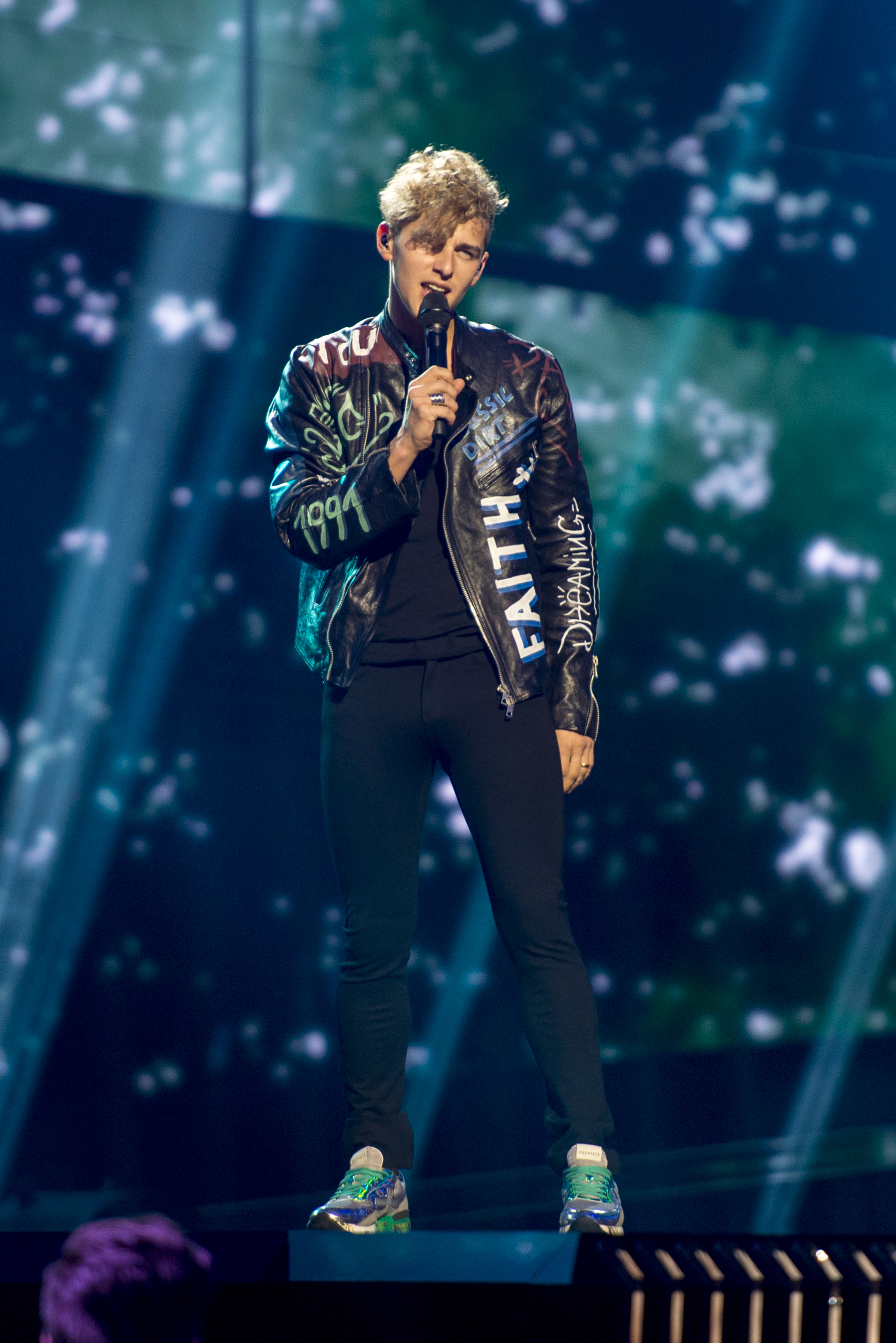
Donny Montell ve Stockholmu (2016)
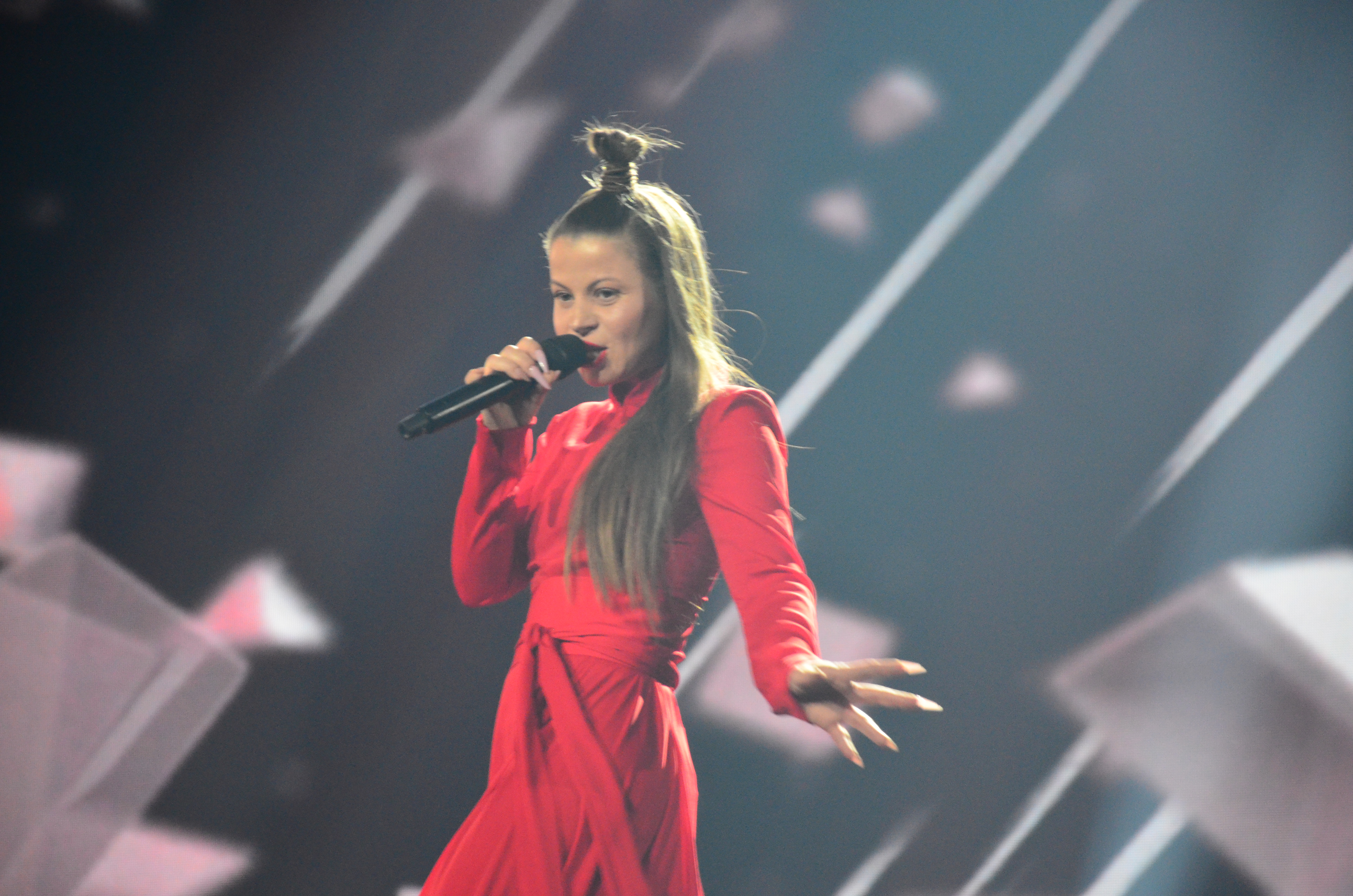
Fusedmarc v Kyjevě (2017)
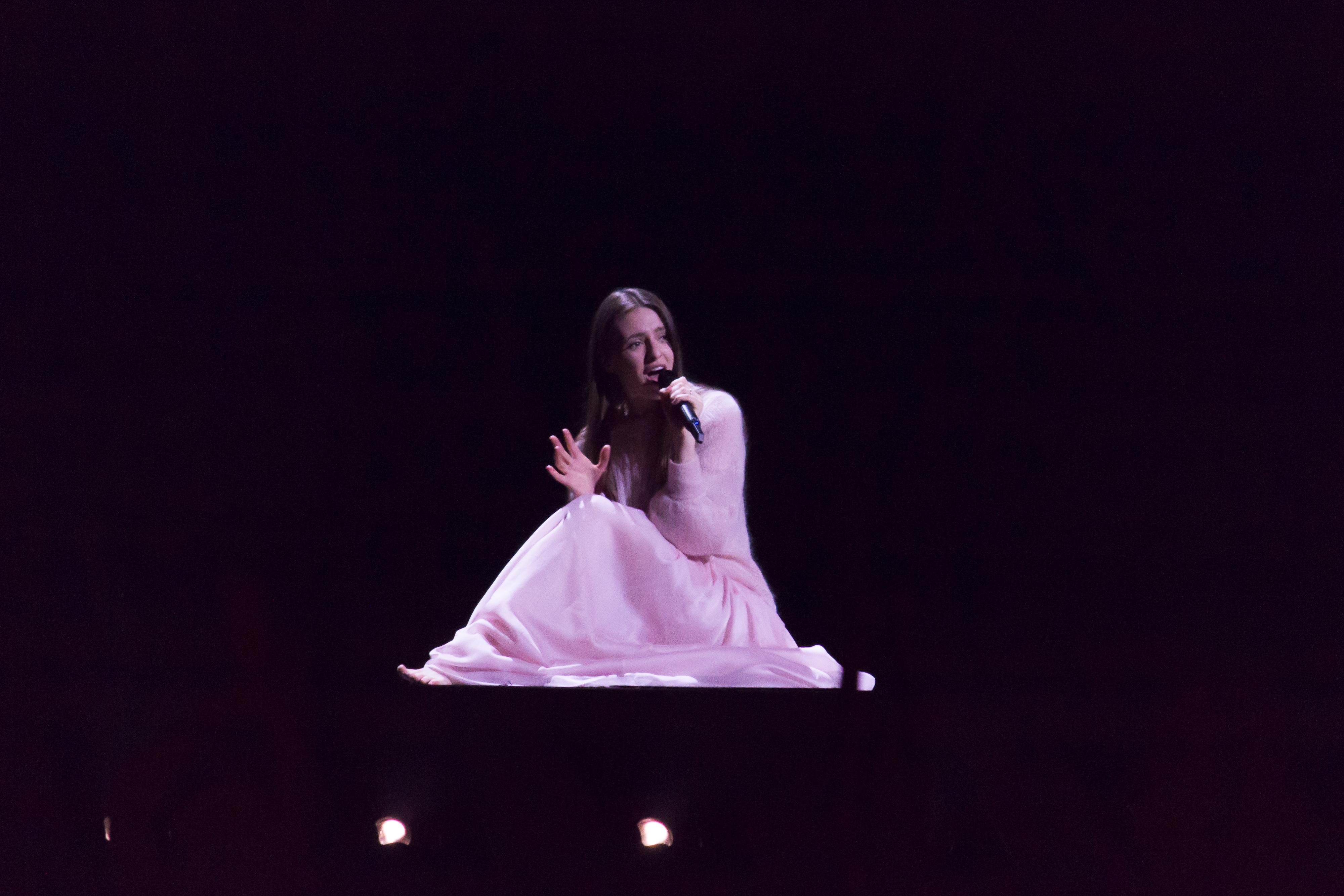
Ieva Zasimauskaitė v Lisabonu (2018)
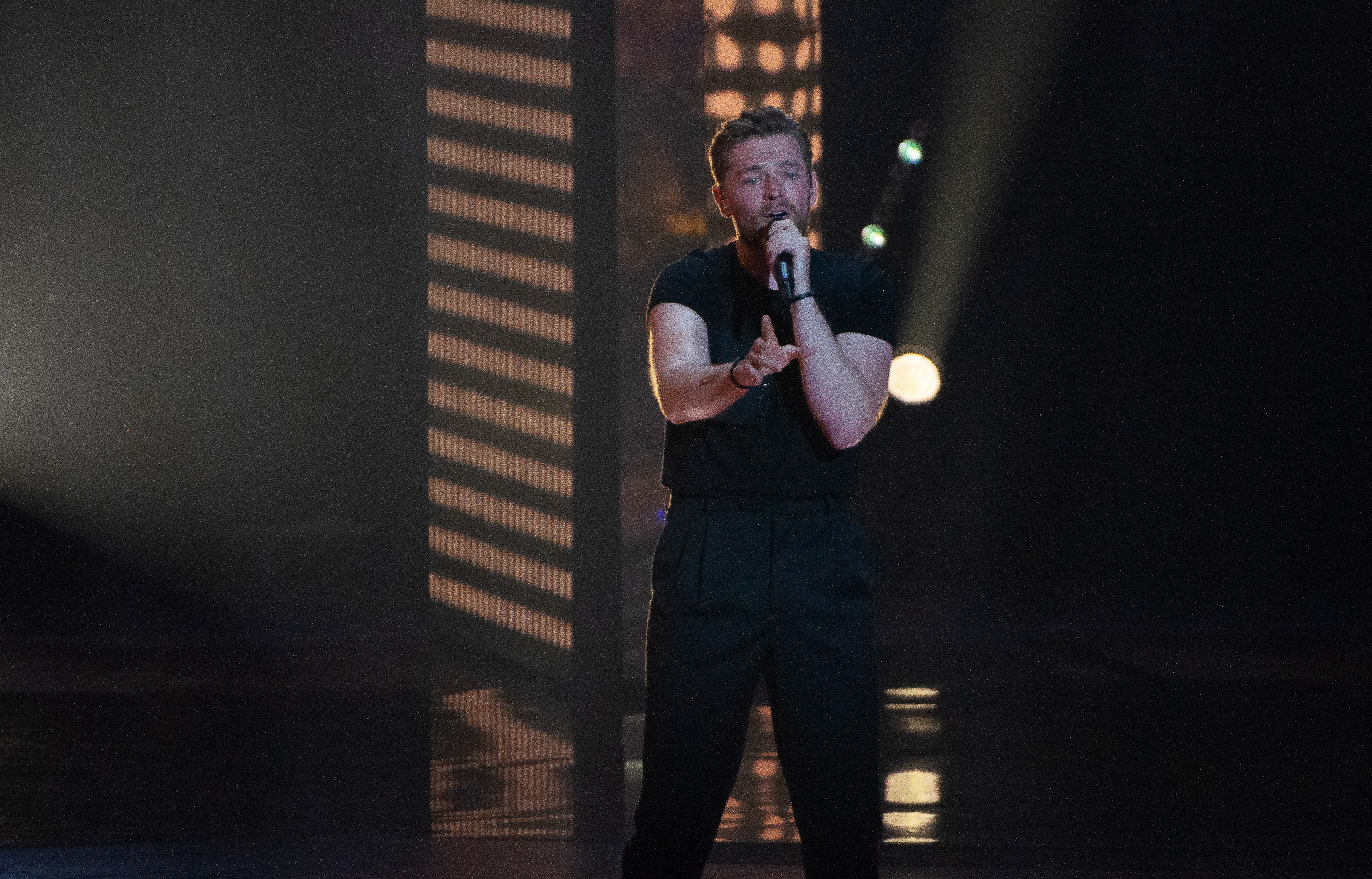
Jurij Veklenko v Tel Avivu (2019)
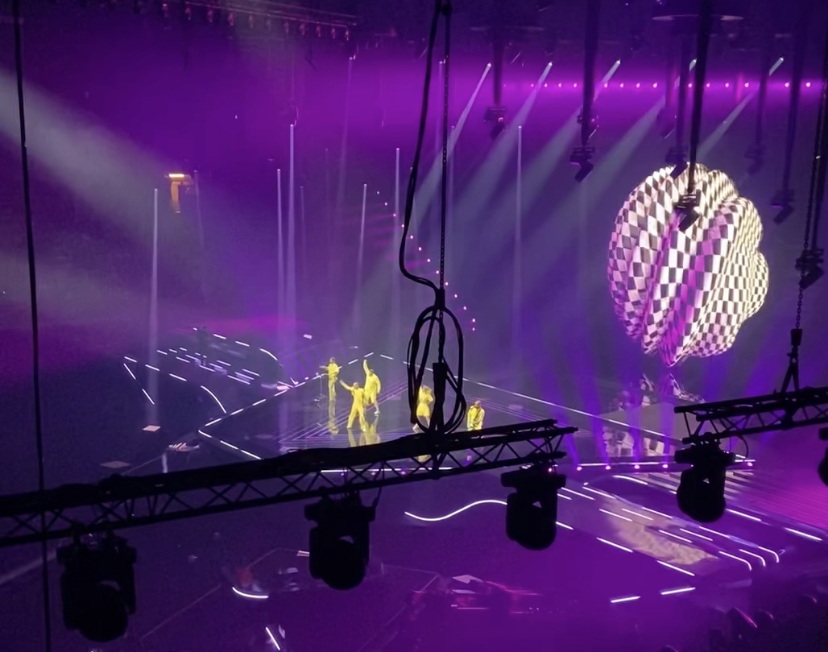
The Roop v Rotterdamu (2021)
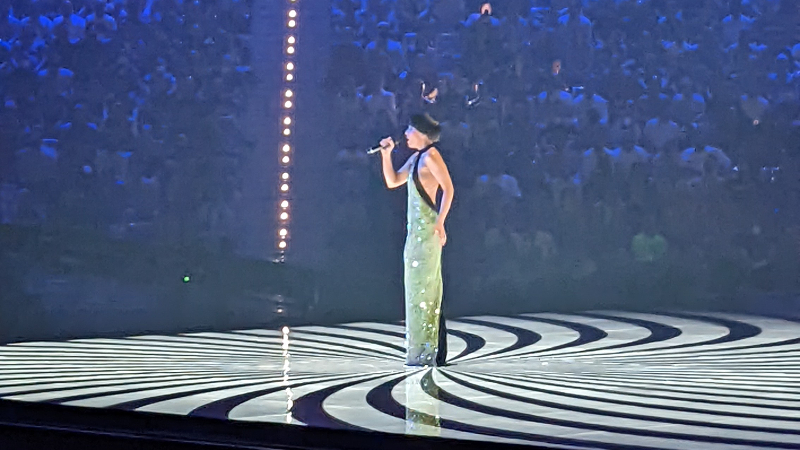
Monika Liu v Turíně (2022)
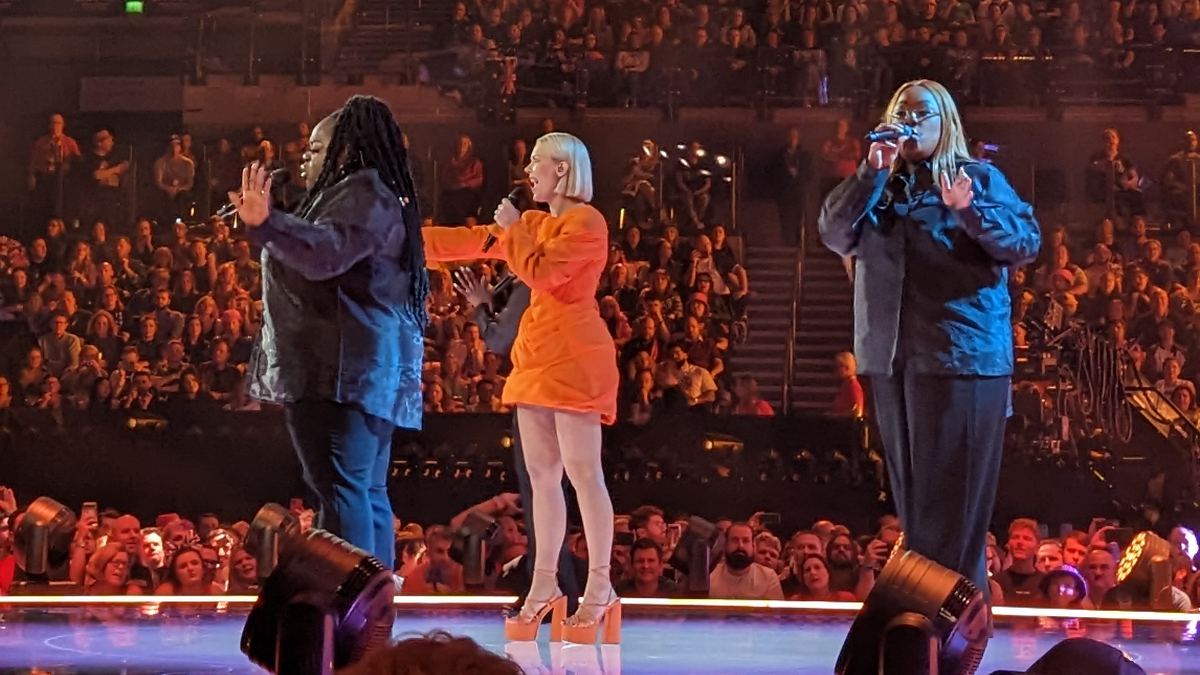
Monika Linkytė v Liverpoolu (2023)
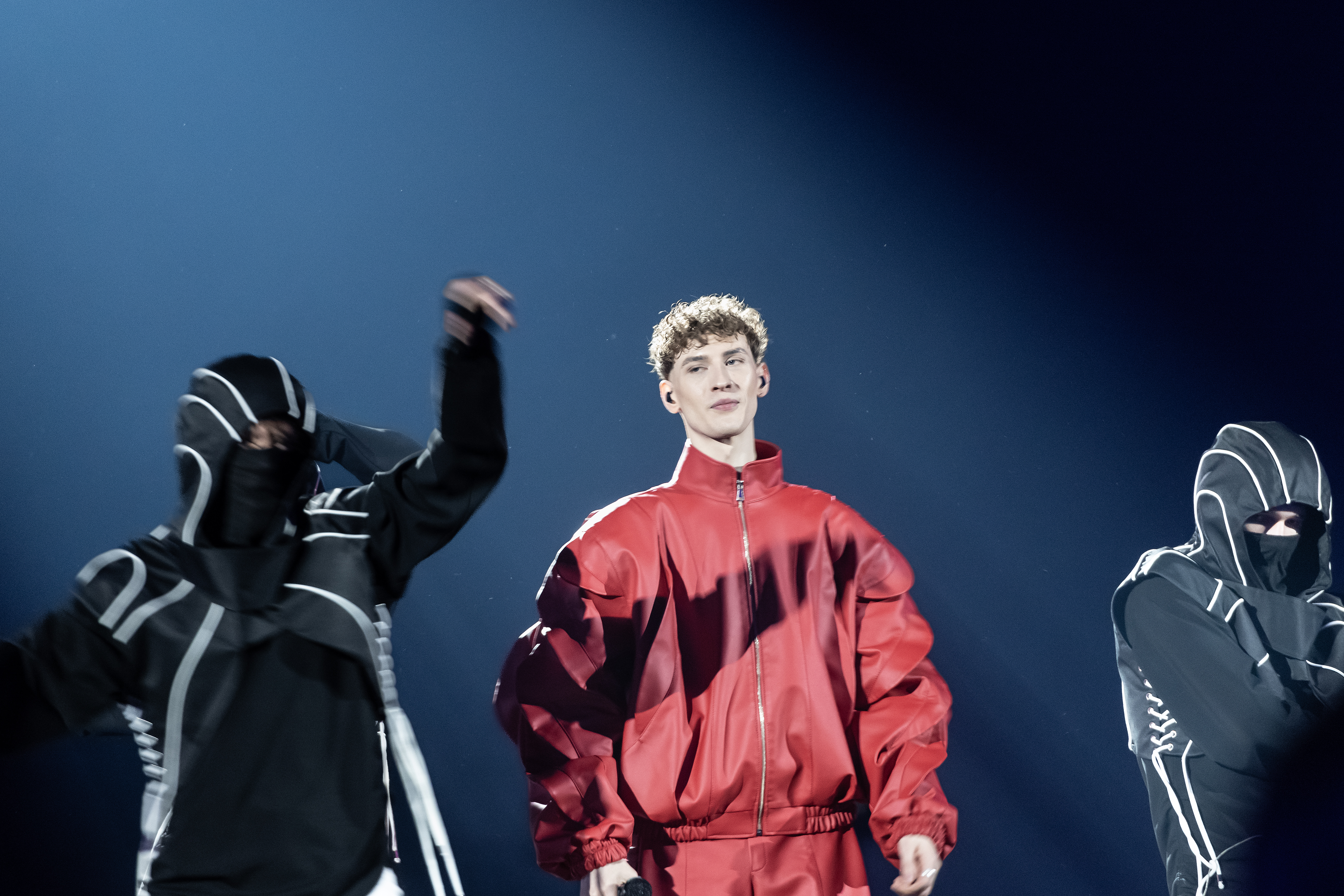
Silvester Belt v Malmö (2024)
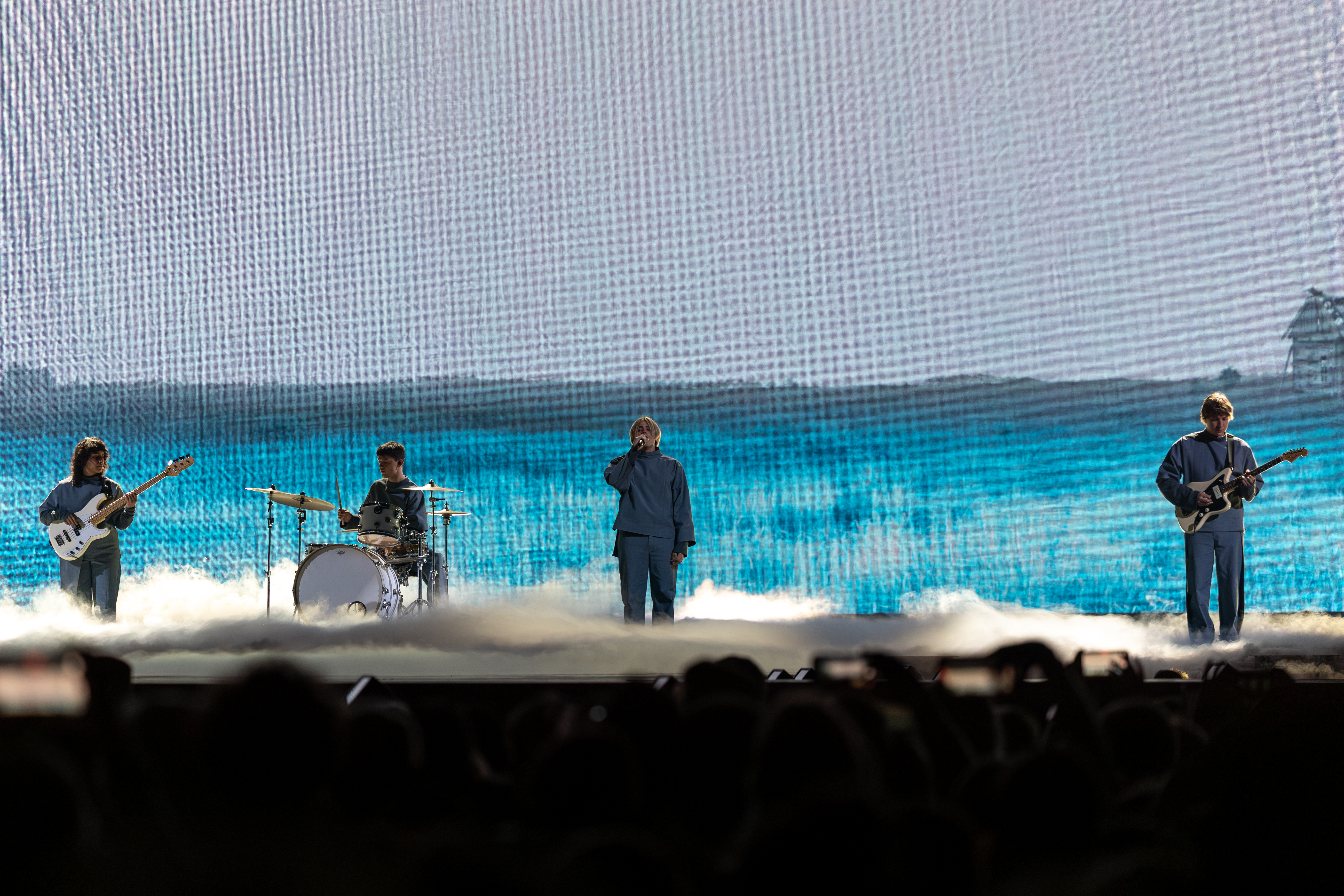
Katarsis v Basileji (2025)